# Gemen siffra

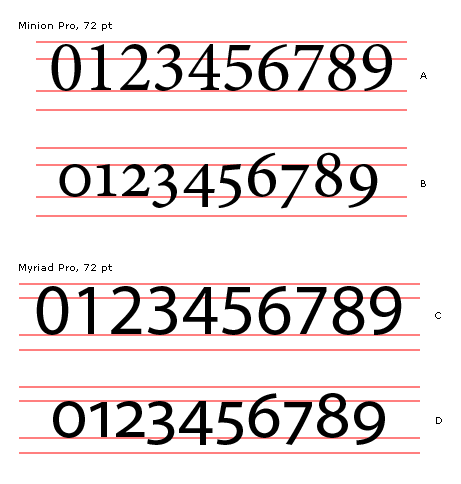
Versala (A och C) och gemena siffror (B och D) från Minion Pro och Myriad Pro. Märk skillnaden i över- och underhäng hos de olika siffrorna.

Gemena siffror (icke-linjerade siffror, hängande siffror, fyrlinjesiffror eller medievalsiffror) är en utformning av västerländska siffror som har delar som går under baslinjen (har underhäng) och som framför allt i text lämpar sig tillsammans med gemena (små) bokstäver, samt tillsammans med kapitäler.
I regel innehåller moderna teckensnitt främst versala siffror, det vill säga siffror med samma höjd som versalerna (de stora bokstäverna) – men det finns undantag, som exempelvis teckensnittet Georgia, som inte innehåller några versala siffror alls.
De gemena siffrorna, som främst används i skönlitterär text samt i viss mån dagspress, härstammar från boktryckarkonstens början, under renässansen (jämför orden medievalsiffror och medievalantikva, som antikvor från den här tiden kallas), och har på senare tid ökat i användning.
I naturvetenskaplig och matematisk text används vanligen versala siffror.
Oftast ingår de gemena siffrorna, tillsammans med andra mer "avancerade" speciella tecken, såsom kapitäler och ligaturer, i den så kallade expertversionen av teckensnittet.
Exempel på teckensnitt med gemena siffror är Myriad Pro, Minion Pro och Garamond Premier Pro från Adobe Systems.